# 第三艦隊 (日本海軍)
第三艦隊是大日本帝國海軍的部隊之一。跟常設的第一艦隊・第二艦隊不同，第三以後是只在有需要時編制・解散的特設艦隊，這支部隊日俄戰争至太平洋戰争間共出現過六次。

## 初代（1903年12月28日新編～1905年12月20日解散）
1903年12月的臨戰編制，大本營直轄用以警備・哨戒的老朽艦集合。1904年3月編入聯合艦隊。支援陸軍部隊的金州上陸，波羅的海艦隊的探知，對馬海峡海戰當日的敵情報告等，為日本勝利作出很大貢獻。支援樺太作戰上陸時再編。1905年12月聯合艦隊解散式同時解散。

### 編制
1903年12月28日　新編時的編制
- 第5戰隊：嚴島、橋立、松島、鎮遠
- 第6戰隊：和泉、須磨、秋津洲、千代田
- 第7戰隊：扶桑、平遠、海門、磐城、鳥海（日语：鳥海 (砲艦)）、愛宕、濟遠、筑紫、摩耶（日语：摩耶 (砲艦)）、宇治（日语：宇治 (砲艦・初代)）
- 附屬：豐橋、（偽装巡洋艦）有明丸、亞米利加丸

### 歷代司令長官
1. 片岡七郎中將

### 歷代参謀長
1. 中村靜嘉大佐　1903年12月28日～
2. 齋藤孝至（日语：斎藤孝至）大佐　1905年1月12日～1905年11月2日（解散）

## 二代（1908年12月24日從南清艦隊改名～1915年12月25日解散）
1905年12月開始，本土常設第一・第二艦隊，中国大陸方面則以邦人保護為名目派遣「南清艦隊」。這個南清艦隊改名後為第二代的第三艦隊。因為是海外派遣部隊故沒有司令部。第一次世界大戰勃發時，因中華民國政府宣佈中立，巡洋艦退去，河川砲艦於上海集合解除武裝、第三艦隊解散。

### 編制
1908年12月24日　南清艦隊改名時的編制
新高、對馬、和泉、隅田、伏見

### 歷代司令官
1. 寺垣猪三少將　（南清艦隊司令官留任）～
2. 川島令次郎少將　1910年12月1日～
3. 名和又八郎少將　1912年4月20日～
4. 土屋光金少將　1914年3月25日～
5. 財部彪中將　1915年2月5日～1915年12月25日（解散）

### 歷代参謀長
- 飯田久恒大佐　1913年9月13日 - 12月1日
- （兼）飯田久恒大佐：1913年12月1日 - 1914年5月27日
- 吉川安平中佐：1914年8月8日 -

## 三代（1915年12月25日新編～1922年12月1日解散）
對應第一次世界大戰的臨戰編制，作為進出南方的第二艦隊的留守部隊。1917年俄国革命，成為壓制苏联沿海州方面的主力部隊。陸軍西伯利亞出兵時作船團護衛。尼港事件勃發時救援部隊派遣失敗。第一次世界大戰終結，西伯利亞出兵中止，华盛顿軍縮會議後因舊式戰艦廢棄而解散。

### 編制
1915年12月25日　新編時的編制
- 第5戰隊：鹿島、肥前、敷島
- 第6戰隊：對馬、新高、秋津洲、明石
- 第3水雷戰隊：春日
  - 第5驅逐隊
  - 第14驅逐隊

### 歷代司令長官
1. 村上格一中將　1915年12月13日～1917年4月6日
2. 有馬良橘中將　1917年4月6日～
3. 黑井悌次郎中將　1918年12月1日～
4. 野間口兼雄中將　1919年12月1日～
5. 小栗孝三郎中將　1920年12月1日～
6. 鈴木貫太郎中將　1921年12月1日～
7. 中野直枝中將　1922年7月27日～1922年12月1日（解散）

### 歷代参謀長
1. 高木七太郎 少將　1915年12月13日 - 1916年4月1日
2. 平賀徳太郎 大佐　1916年4月1日 - 1917年3月19日 （心得：1916年4月1日 - 8月1日）
3. 飯田久恒 大佐　1917年3月19日 - 1917年12月1日
4. 斎藤七五郎 少將　1917年12月1日 -
5. 古川鈊三郎 少將　1918年12月1日 -
6. 内田虎三郎 少將　1919年6月10日 -
7. 田口久盛 少將　1920年11月20日 -
8. 小松直幹 少將　1921年12月1日 - 1922年12月1日（解散）

## 四代（1932年2月2日新編～1939年11月15日改名第一遣支艦隊）
1932年1月28日第一次上海事變爆发，向中國駐留的第一遣外艦隊・第二遣外艦隊派遣增援部隊，此3支部隊統括成第四代第三艦隊。增援部隊包括「上海特別陸戰隊」。以河川砲艦為主體對揚子江流域進行監視。1937年7月日華事變爆发，再增援大量部隊，10月增援部隊新編成第四艦隊，和第三艦隊合併統率而成中國方面艦隊（支那方面艦隊）。第三艦隊司令部兼任艦隊司令部。1939年11月15日，3個艦隊分別改名「～遣支艦隊」，第三艦隊改名為「第一遣支艦隊」，司令部兼任解除。另外，第一遣支艦隊於1943年8月20日降格為揚子江方面特別根據地隊。新編至改名間7年9個月，是經歴代第三艦隊中最長。

### 編制
1932年2月2日　新編時的編制
- 直屬：出雲、能登呂
- 第一遣外艦隊：平戸、天龍、對馬、常盤、安宅、宇治、伏見、隅田、勢多、比良、保津、堅田、鳥羽、熱海、二見、浦風
  - 第24驅逐隊：桃、樫、檜、柳
- 第二遣外艦隊：球磨、八雲
  - 第13驅逐隊：若竹、呉竹、早苗、早蕨
  - 第16驅逐隊：朝顔、夕顔、芙蓉、刈萱
- 第3戰隊：那珂、阿武隈、由良
- 第1水雷戰隊：夕張…事變終結後復歸第一艦隊
  - 第22驅逐隊：皐月、水無月、文月、長月
  - 第23驅逐隊：菊月、三日月、望月、夕月
  - 第30驅逐隊：睦月、如月、弥生、卯月
- 第1航空戰隊：加賀…事變終結後復歸第一艦隊
  - 第2驅逐隊：峯風、澤風、矢風、沖風

### 歷代司令長官
1. 野村吉三郎中將　1932年2月2日～
2. 左近司政三中將　1932年6月28日～
3. 米内光政中將　1932年12月1日～
4. 今村信次郎中將　1933年9月15日～
5. 百武源吾中將　1934年11月15日～
6. 及川古志郎中將　1935年12月1日～
7. 長谷川清中將　1936年12月1日～（支那方面艦隊司令長官）
8. 支那方面艦隊司令長官直卒　1937年10月20日～（改名）　※長谷川清中将→及川古志郎中将歴任

### 歷代参謀長
1. 嶋田繁太郎少將　1932年2月2日～
2. 菊野茂少將　1932年6月28日～
3. 三井清三郎少將　1933年4月1日～
4. 高須四郎少將　1933年11月15日～
5. 近藤英次郎少將　1934年11月15日～
6. 岩村清一少將　1935年12月2日～
7. 杉山六藏少將　1936年11月16日～（支那方面艦隊参謀長）
8. 支那方面艦隊参謀長兼務　1937年10月20日～（改名）　※杉山六藏少將→草鹿任一少將→井上成美少將歴任

## 五代（1941年4月10日新編～1942年3月10日改名第二南遣艦隊）
作為攻略菲律賓部隊而編制。支援陸軍登陸，黎牙實比市攻略作戰等，占領菲律賓後轉向荷蘭東印度群島戰役。根據陸海軍協定，海軍負責占領，陸軍負責駐留。占領荷屬東印度群島1年後改名第二南遣艦隊。

### 編制

#### 1941年4月10日　新編時的編制
- 第16戰隊：長良、球磨
- 第17戰隊：嚴島、八重山
- 第5水雷戰隊：名取
  - 第5驅逐隊：朝風、春風、松風、旗風
  - 第22驅逐隊：皐月、水無月、文月、長月
- 第6潛水戰隊：長鯨
  - 第9潛水隊：伊123、伊124
  - 第13潛水隊：伊121、伊122
- 第12航空戰隊：神川丸、山陽丸（特設水上機母艦）
- 第1根據地隊：白鷹、蒼鷹、掃海艇、驅潛艇、水雷艇、砲艦等（爪哇島駐留、司令部在泗水）
- 第2根據地隊：若鷹、掃海艇、驅潛艇、水雷艇、砲艦等（加里曼丹島駐留、司令部在巴厘巴板）
- 第32特別根據地隊（民答那峨島駐留、司令部在達沃）
- 附屬：山彦丸（特設工作艦）、特設運送船2隻

#### 1941年12月10日　太平洋戰争開戰時的編制
- 第16戰隊：足柄、長良、球磨
- 第17戰隊：厳島、八重山、辰宮丸（特設敷設艦）
- 第5水雷戰隊：名取
  - 第5驅逐隊：朝風、春風、松風、旗風
  - 第22驅逐隊：皐月、水無月、文月、長月
- 第6潛水戰隊：長鯨
  - 第9潛水隊：伊123、伊124　※1941年12月2日～1942年4月10日增援南遣艦隊
  - 第13潛水隊：伊121、伊122
- 第12航空戰隊：神川丸、山陽丸　※1941年12月2日～1942年4月10日增援南遣艦隊
- 第1根據地隊：白鷹、蒼鷹、掃海艇、驅潛艇、水雷艇、砲艦等
- 第2根據地隊：若鷹、掃海艇、驅潛艇、水雷艇、砲艦等
- 第32特別根據地隊
- 附屬：山彦丸、特設運送船2隻

### 歷代司令長官
1. 高橋伊望中將　1941年4月10日～（改称後も留任）

### 歷代参謀長
1. 中村俊久少將　1941年4月10日～（改称後も留任）

## 六代（1942年7月14日新編～1944年11月15日解散）
作為中途岛海战壞滅的第一航空艦隊的後繼部隊，以沒參加中途岛海战的翔鶴・瑞鶴為中心再建的機動部隊。
壞滅的第一航空艦隊長官南雲忠一中將和参謀長草鹿龍之介少將任第三艦隊指揮官。第三艦隊予定為空母六隻（翔鶴、瑞鶴、瑞鳳和飛鷹、隼鷹、龍驤２組）和戰艦2隻、巡洋艦4隻、長良為旗艦的驅逐艦16隻共計29隻的大艦隊。菲律賓海海戰時失去旗艦大鳳跟大量艦上機飛行員，其後練成的航空機亦於台灣空戰中消耗，雷伊泰灣海戰時基本沒有艦上機，作為誘敵艦隊而参加。雷伊泰灣海戰後、殘存的空母集合至第1航空戰隊，附屬聯合艦隊(後編入第二艦隊)，第4航空戰隊的航空戰艦伊勢・日向編入第二艦隊，第三艦隊廢止。其後、第4航空戰隊完成了北号作戰。

### 編制

#### 1942年7月14日　新編時的編制
- 第1航空戰隊：翔鶴、瑞鶴、瑞鳳
- 第2航空戰隊：隼鷹、龍驤
- 第11戰隊：比叡、霧島
- 第7戰隊：熊野、鈴谷、最上
- 第8戰隊：利根、筑摩
- 第10戰隊：長良
  - 第4驅逐隊：嵐、萩風、野分、舞風
  - 第10驅逐隊：秋雲、夕雲、卷雲、風雲
  - 第16驅逐隊：初風、雪風、天津風、時津風
  - 第17驅逐隊：浦風、磯風、谷風、浜風
- 第1航空基地隊
- 附屬：鳳翔、(赤城)、(飛龍)、夕風　　※赤城、飛龍為書類上在籍（中途岛海战戰没）。

#### 1943年4月1日瓜达尔卡纳尔岛撤退後的編制
- 第1航空戰隊：翔鶴、瑞鶴、瑞鳳
- 第2航空戰隊：隼鷹、飛鷹
- 第3戰隊：金剛、榛名
- 第7戰隊：熊野、鈴谷
- 第8戰隊：利根、筑摩
- 第10戰隊：阿賀野
  - 第4驅逐隊：嵐、萩風、野分、舞風
  - 第10驅逐隊：秋雲、夕雲、風雲
  - 第16驅逐隊：初風、雪風、天津風
  - 第17驅逐隊：浦風、磯風、谷風、浜風
  - 第61驅逐隊：秋月、涼月、初月
- 第50航空戰隊：鳳翔、龍鳳、夕風、第751海軍航空隊、築城海軍航空隊（日语：築城海軍航空隊）　　※作為機動部隊的練習部隊、1943年1月15日編制。
- 附屬：大淀

#### 1944年3月1日　第一機動艦隊新編時的編制
- 第1航空戰隊：翔鶴、瑞鶴、瑞鳳
- 第2航空戰隊：隼鷹、飛鷹、龍鳳
- 第3戰隊：金剛、榛名
- 第7戰隊：熊野、鈴谷、利根、筑摩
- 第10戰隊：矢矧
  - 第4驅逐隊：野分、山雲、満潮
  - 第10驅逐隊：秋雲、風雲、朝雲
  - 第16驅逐隊：雪風、天津風
  - 第17驅逐隊：浦風、磯風、谷風、浜風
  - 第61驅逐隊：秋月、涼月、初月、若月
- 附屬：千歳、最上、大淀

#### 1944年4月1日　戰時編制制度改定後的編制
- 第1航空戰隊：大鳳、翔鶴、瑞鶴
- 第2航空戰隊：隼鷹、飛鷹、龍鳳、第652海軍航空隊
- 第3航空戰隊：千歳、千代田、瑞鳳、第653海軍航空隊
- 第10戰隊：矢矧
  - 第4驅逐隊：野分、山雲、満潮
  - 第10驅逐隊：秋雲、風雲、朝雲
  - 第17驅逐隊：浦風、磯風、谷風、浜風、雪風
  - 第61驅逐隊：秋月、涼月、初月、若月
- 附屬：最上、第601海軍航空隊

#### 1944年8月15日菲律賓海海戰後的編制
- 第1航空戰隊：雲龍、天城、第601海軍航空隊
- 第3航空戰隊：千歳、千代田、瑞鳳、瑞鶴、第653海軍航空隊
- 第4航空戰隊：伊勢、日向、隼鷹、龍鳳、第634海軍航空隊
- 第10戰隊：矢矧
  - 第4驅逐隊：野分、山雲、満潮、朝雲
  - 第17驅逐隊：浦風、磯風、浜風、雪風
  - 第41驅逐隊：霜月、冬月
  - 第61驅逐隊：秋月、涼月、初月、若月
- 附屬：最上、(大鳳)、(翔鶴)　　※大鳳、翔鶴為書類上在籍（菲律賓海海戰戰没）。

### 歷代司令長官
1. 南雲忠一中將　1942年7月14日～
2. 小澤治三郎中將　1942年11月11日～（第一機動艦隊司令長官）
3. 第一機動艦隊司令長官直卒　1944年3月1日～1944年11月15日

### 歷代参謀長
1. 草鹿龍之介少將　1942年7月14日～
2. 山田定義少將　1942年11月23日～
3. 古村啓藏少將　1943年12月6日～（第一機動艦隊参謀長）
4. 第一機動艦隊参謀長兼務　1944年3月1日～1944年11月15日　※古村啓藏少將→大林末雄少將歷任

## 脚注
1. ↑  星亮一『南雲忠一 空母機動部隊を率いた悲劇の提督』ＰＨＰ文庫p313